# Cornell-universiteit
De Cornell-universiteit (Cornell University) is een universiteit in het Amerikaanse Ithaca (New York). De universiteit behoort tot de Ivy League en geldt als een elite-universiteit. Ze wordt met regelmaat gerangschikt tussen de 15 beste universiteiten ter wereld, in 2010 stond ze als 14e in de Times Higher Education World University Rankings. In individuele gebieden wordt zij vaak nog hoger aangeschreven. Medewerkers van Cornell wonnen 41 Nobelprijzen.
Cornell werd opgericht in 1865 door Ezra Cornell (zakenman en pionier in de telecommunicatieindustrie) en Andrew Dickson White (wetenschapper). Tussen 1893 en 1913 verzorgde het de uitgave van het wetenschappelijke tijdschrift Physical Review.

## Bekende medewerkers
- Walter Coward, irrigatiewetenschapper
- Richard Feynman, fysicus
- Sandra Knapp, botanica
- James Mallet, lepidopterist
- Vladimir Nabokov, schrijver, docent Russische en Europese letterkunde
- Amy Rossman, mycologe
- Carl Sagan, astronoom
- Laurence Skog, botanicus
- Raphael Zuber, architect

## Bekende studenten
- Gertrude Blanch, wiskundige
- Urie Bronfenbrenner, ontwikkelingspsycholoog
- Pearl S. Buck, schrijfster
- Olivier Busquet, professioneel pokerspeler
- Erik Cassel, bedenker van Roblox
- Li Denghui, voormalig president van Taiwan
- Richard Fariña, schrijver en muzikant
- Anthony Fauci, immunoloog
- Reggie Fils-Aime, voormalige CEO van Nintendo
- Stuart Ward Frost, Amerikaans entomoloog
- Greg Graffin, zanger van de groep Bad Religion
- Lee Teng-hui, voormalig president van Taiwan
- Huey Lewis, rockmuzikant
- Bassett Maguire, botanicus
- Tom de Marco, schrijver en softwareontwikkelaar
- Erik Matser, neuropsycholoog
- Richard Meier, architect
- Toni Morrison, Nobelprijswinnaar voor de Literatuur
- Timothy Plowman, etnobotanicus
- Harry Porter, olympisch kampioen hoogspringen
- Thomas Pynchon, schrijver
- Steve Reich, componist
- Vera Rubin, astronome
- Matt Ruff, schrijver
- Hu Shi, Chinees intellectueel
- Gayatri Chakravorty Spivak, theoreticus van het postkolonialisme
- Leonard Susskind, fysicus
- Dominique Thorne, actrice[1]
- William Trelease, botanicus
- Kurt Vonnegut, schrijver
- Sanford Weill, voormalig CEO van de Citibank
- Paul Wolfowitz, voormalig president van de Wereldbank
- Jan van Zanen, politicus

Brown · Columbia · Cornell · Dartmouth · Harvard · Pennsylvania · Princeton · Yale